# Oric Telestrat
Oric TELESTRAT (TELESTRAT) је био кућни рачунар фирме Орик (Oric) који је почео да се производи у Француској од 1986. године.
Користио је MOS 6502 као микропроцесор. РАМ меморија рачунара је имала капацитет од 64 kb. 
Као оперативни систем кориштен је Stratsed (Sedoric компатибилан).

## Детаљни подаци
Детаљнији подаци о рачунару TELESTRAT су дати у табели испод.
|                       |                                      |
| [ 1 ]                 |                                      |
| Произвођач            | Орик                                 |
| Тип                   | кућни рачунар                        |
| Меморија              | 64                                   |
| Поријекло             | Француска                            |
| Година                | 1986                                 |
| Тастатура             | AZERTY механичка тастатура           |
| Процесор              | 6502                                 |
| Фреквенција процесора | 1                                    |
| RAM                   | 64                                   |
| ROM                   | 48                                   |
| Текст                 | 40 x 28                              |
| Графика               | 240 x 200                            |
| Боја                  | 8                                    |
| Звук                  | AY-3-8912 чипсет; 3 канала, 8 октава |
| Димензије             | 34,8 x 26 x 7,1                      |
| Портови               |                                      |
| Оперативни систем     |                                      |